# إدوارد بيرسي سميث
إدوارد بيرسي سميث (بالإنجليزية: Edward Percy Smith)‏ هو سياسي بريطاني (وحمل سابقاً جنسية المملكة المتحدة لبريطانيا العظمى وأيرلندا)، ولد في 5 يناير 1891، وتوفي في 27 مايو 1968. حزبياً، نشط في حزب المحافظين. في الانتخابات الفرعية في مجلس العموم البريطاني ‏، انتخب عضو برلمان المملكة المتحدة الـ37 عن دائرة أشفورد (10 فبراير 1943 – 15 يونيو 1945) وفي الانتخابات العامة في المملكة المتحدة 1945 ‏، انتخب عضو برلمان المملكة المتحدة الـ38 عن دائرة أشفورد (5 يوليو 1945 – 3 فبراير 1950).

## روابط خارجية
- إدوارد بيرسي سميث على موقع IMDb (الإنجليزية)
- إدوارد بيرسي سميث على موقع قاعدة بيانات برودواي على الإنترنت (الإنجليزية)
- إدوارد بيرسي سميث على موقع قاعدة بيانات الفيلم (الإنجليزية)